# Doris (Nereide)
Doris (altgriechisch Δωρίς Dōrís, deutsch ‚die Geberin‘) ist in der griechischen Mythologie eine Tochter des Nereus und der Okeanide Doris und somit eine der Nereiden.
Homer erwähnt sie in der Ilias im Rahmen seiner Aufzählung der Nereiden, ebenso Hesiod in seiner Theogonie. Im Nereidenkatalog bei Hyginus Mythographus wird sie ebenfalls genannt.